# タマラ・ウィトマー
タマラ・ウィトマー（Tamara Witmer、1984年3月21日 - ）はアメリカ合衆国のモデル。
カリフォルニア州バレンシア出身。